# JIS X 0208
JIS X 0208，全称七位元及八位元之雙位元組資訊交換用符號化漢字集，通称JIS基本漢字，是日本工业规格协会制订的字节编码字符集，收录6879个图形字符，包括6355汉字和524个非汉字图形符号。

## 歷史
原版本于1978年制订，名为 JIS C 6226，其后于1983年、1990年、1997年修订。

## 编码结构
JIS X 0208是7位或8位的双字节编码，采用行号列号和区位（区点，kuten）的编码方式，分为94区，每区编入94个字符。
- 01区-09区：非汉字图形字符
  - 01区-02区：一般符号（特殊文字）合計147字符。
  - 03区：10個數字及大小寫共52個拉丁字母。
  - 04区：平假名，包括「ゐ」、「ゑ」收錄了清音48個、濁音20個、半濁音5個、拗音及促音的小字10個，共83個。
  - 05区：片假名，86個。
  - 06区：希腊字母，大小寫共48字。
  - 07区：西里尔字母，大小寫共66字。
  - 08区：32個方框绘制字符（制表符）。
- 16区-84区：漢字
  - 16区-47区，一级汉字（第1水準）2965个。
  - 48区-84区，二级汉字（第2水準）3390个。
- 85区-94区：私人造字區（空き領域）

### 出處不明的漢字
第1次規格制定1年後，田嶋一夫報告了63個在《康熙字典》、《大漢和辭典》中都找不到的漢字，這些漢字被稱為「幽靈文字」或「幽靈漢字」。

## 相关的其它标准
- ISO/IEC 646 IRV
- JIS X 0201
- JIS X 0212，是 JIS X 0208 的辅助集
- JIS X 0213，是 JIS X 0208 的扩充集，包含 JIS X 0208 和 JIS X 0212 收录的字符
- ISO/IEC 10646 及 Unicode